# Отаутускен
Отаутуске́н (каз. Отаутүскен) — село у складі Цілиноградського району Акмолинської області Казахстану. Входить до складу Шалкарського сільського округу.
Населення — 198 осіб (2021; 318 у 2009, 369 у 1999, 431 у 1989).
Національний склад станом на 1989 рік:
- казахи — 100 %.

У радянські часи село називалось також Алаколь.